# エスピーニョ
エスピーニョ（Espinho (ポルトガル語発音: [(ɨ)ʃˈpiɲu] ( 音声ファイル))）は、ポルトガル、アヴェイロ県の都市および基礎自治体。ポルト都市圏に属する。北はヴィラ・ノヴァ・デ・ガイア、西は大西洋、東はサンタ・マリア・ダ・フェイラ、南はオーヴァルと接する。

## 歴史
エスピーニョの起源は、魚が豊富な海に面しているため移住してきた漁師の定住地である。ローマ帝国領となる以前から、カストロ文化（pt:Castro）が栄えていた。初めてこの地の住民について記されたのは1013年である。現在は基礎自治体を構成する教区のひとつ、パラモスが壕や小川に囲まれた丘の上の定住地であったと記されている。
1899年、エスピーニョはサンタ・マリア・ダ・フェイラより分離して都市となった。